# Зиген, Людвиг фон
Людвиг фон Зиген (нем. Ludwig von Siegen; около марта 1609, Кёльн — около 1680, Вольфенбюттель, Брауншвейг-Вольфенбюттель) — немецкий офицер, гравёр-любитель эпохи барокко, считается изобретателем меццо-тинто.

## Биография
Дворянин. Служил подполковником, был личным охранником принца Руперта Пфальцского, рейнского пфальцграфа, племянника короля Англии Карла I.
Неспокойная служба профессионального военного оставляла мало времени для отдыха. Приятели подтрунивали над его увлечением — досуг он посвящал гравированию. Л. фон Зиген гравировал портреты владетельных особ королей, герцогов, ландграфов, а также их супруг, детей и любовниц. Старался, чтобы портреты были как можно более похожи на оригиналы. При этом он столкнулся с тем, что гравюра и офорт не передавали нежные полутона.

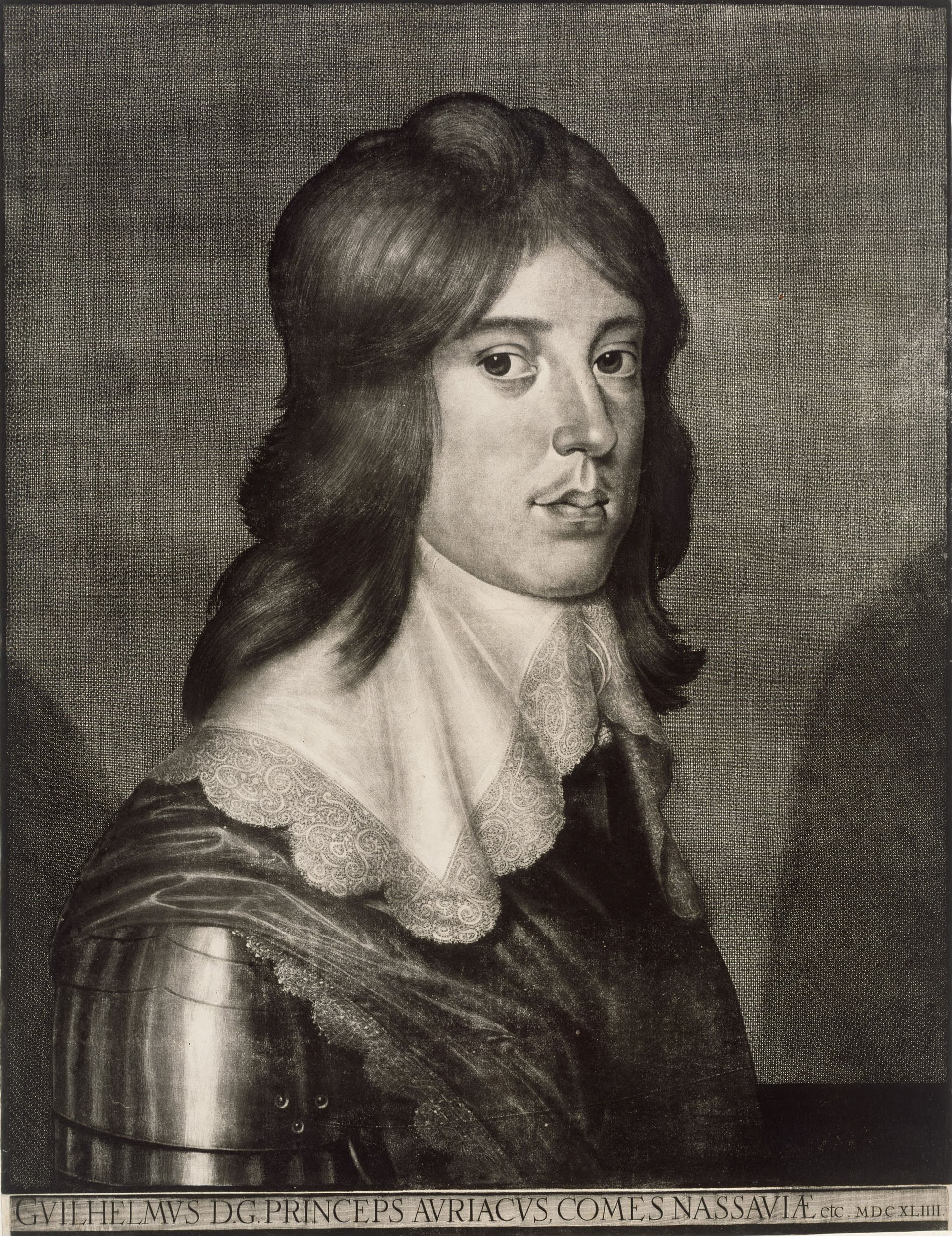
Портрет Вильгельма II Оранского

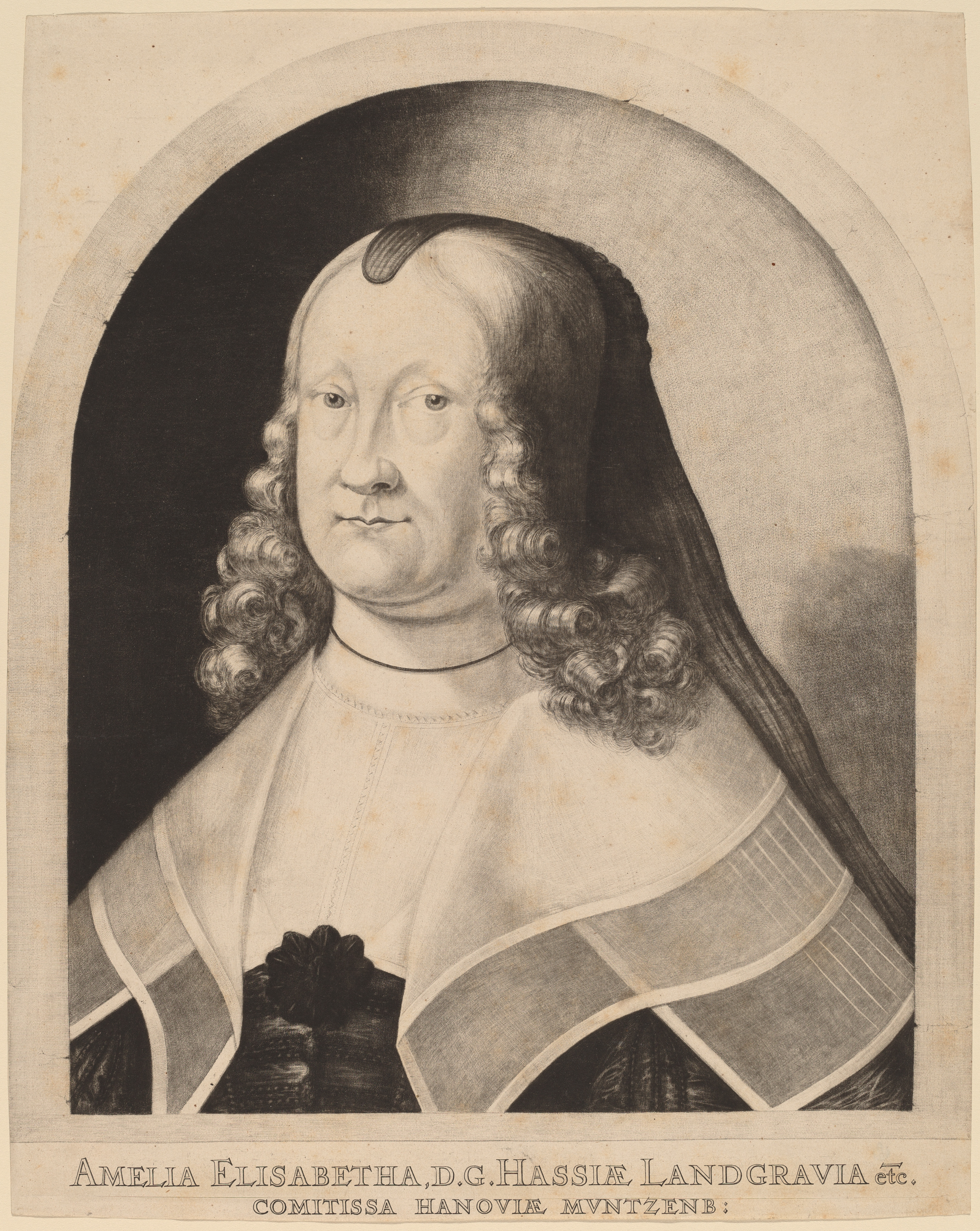
Портрет Амалии Елизаветы Ганау-Мюнценбергской

В 1642 году Людвиг фон Зиген отправил Вильгельму VI Гессенскому портрет его матери Амалии Елизаветы Ганау-Мюнценбергской, удивительно точно передававший волевые черты её немолодого лица.
В письме, Л. фон Зиген объяснял, что он только что изобрел новый способ гравировки, который впоследствии получил название «чёрной манеры», или меццо-тинто.
Позже, Людвиг фон Зиген научил новому способу другого гравера-любителя — принца Рупрехта Пфальцского; последний привёз технику меццо-тинто на Британские острова.
Ныне известно лишь очень небольшое количество гравюр Людвига фон Зигена, включая портрет Вильгельма II Оранского и портрет Елизаветы Стюарт.
После отъезда Руперта Пфальцского в Англию он поступил на службу к курфюрсту Майнца, затем герцогу Вольфенбюттеля, где и умер.